# Сан-Хуан (округ, Юта)
Шаблон:StateAbbr_ 37°38′ пн. ш. 109°49′ зх. д. / 37.63° пн. ш. 109.81° зх. д.
Округ Сан-Хуан (англ. San Juan County) — округ (графство) у штаті Юта, США. Ідентифікатор округу 49037.

## Історія
Округ утворений 1880 року.

## Демографія
За даними перепису 2000 року загальне населення округу становило 14413 осіб, зокрема міського населення було 2984, а сільського — 11429. Серед мешканців округу чоловіків було 7190, а жінок — 7223. В окрузі було 4089 домогосподарств, 3233 родин, які мешкали в 5449 будинках. Середній розмір родини становив 4,02.
Віковий розподіл населення поданий у таблиці:
| Стать    | До 15 років | 15-21 | 22-29 | 30-39 | 40-49 | 50-65 | 65-85 | Понад 85 |
| -------- | ----------- | ----- | ----- | ----- | ----- | ----- | ----- | -------- |
| Чоловіки | 2461        | 932   | 721   | 899   | 814   | 796   | 501   | 66       |
| Жінки    | 2269        | 915   | 736   | 897   | 873   | 886   | 575   | 72       |

## Суміжні округи
- Гранд — північ
- Меса, Колорадо — північний схід
- Монтроуз, Колорадо — північний схід
- Сан-Мігель, Колорадо — схід
- Долорес, Колорадо — схід
- Монтесума, Колорадо — схід
- Сан-Хуан, Нью-Мексико — південний схід
- Апачі, Аризона — південь
- Навахо, Аризона — південь
- Коконіно, Аризона — південний захід
- Кейн — захід
- Гарфілд — захід
- Вейн — захід
- Емері — північний захід